# Amphimallon suturalis
Amphimallon suturalis är en skalbaggsart som beskrevs av Lucas 1859. Amphimallon suturalis ingår i släktet Amphimallon och familjen Melolonthidae. Inga underarter finns listade i Catalogue of Life.